# ماریو تقدسی
ماریو تقدسی (زادهٔ ۱۳۳۷)، خوانندهٔ باریتونِ اُپرا، مُدرس آواز و موسیقی‌دان اهل ایران است.

## زندگی هنری

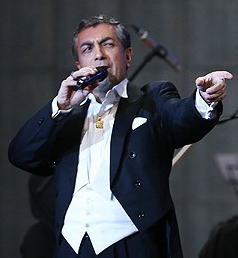
ماریو تقدسی، کنسرت هانیبال یوسف، ۱۳۹۲

محمد تقدسی، مشهور به ماریو تقدسی در سال ۱۳۳۷ در تهران متولد شد. پدر او تقی تقدسی، دوبلور، بازیگر و از بنیانگذاران برنامهٔ فکاهی طنز ایران بود. او از ده سالگی به هنرستان موسیقی تهران راه یافت و نواختنِ ویلن را آغاز کرد. پس از آن در سن هفده سالگی با یک بورس تحصیلی، برای ادامهٔ تحصیلات موسیقی، به آمریکا مهاجرت کرد و در دانشگاه یو اس سی کالیفرنیای جنوبی به تحصیل اپرا مشغول شد. وی در مدت چهار سال تحصیل در این دانشگاه، همزمان به اجرای اپرا نیز مشغول بود و در این مدت ۸ نقش مختلف اپرا را اجرا کرد. سال‌های آغازین تحصیل او در دانشگاه، همزمان با انقلاب ۱۳۵۷ ایران و تعطیلی مراکز آموزش موسیقی بود. وی به همین دلیل به ایران بازنگشت و پس از پایان تحصیل در دانشگاه کالیفرنیای جنوبی، عازم نیویورک شد و در مسترکلاس‌های متعددی در مدرسهٔ جولیارد شرکت کرد.
ماریو تقدسی پس از این دوره‌ها به اتریش رفت و زبان آلمانی را فرا گرفت، سپس در امتحان ورودی اپرای وین شرکت کرد و از بین ۲۷۰ نفر، جزوِ دوازده نفر برگزیده، انتخاب شد. او سپس توسط لورین مازل که در آن زمان رهبری اپرای وین را در اختیار داشت، به مدت سه سال به استخدام درآمد. تقدسی در این هنگام با لوچیانو پاواروتی، خوانندهٔ شهیرِ اپرای جهان آشنا شد و به عنوان تنها شاگرد ایرانیِ پاواروتی از آموزش‌های وی بهره‌های بسیار گرفت. او همزمان، تحصیلات خود را در کنسرواتوار وین به پایان برد. از جمله استادان او می‌توان به هنرمندانی نظیر: شریل مینس، رناتا تبالدی، مونتسرات کابایه و بیریگت نلسون اشاره کرد. وی پس از پایان تحصیلات موسیقی خود به آلمان رفت و خوانندگی اپرا را دنبال کرد.
ماریو تقدسی از سال ۱۳۸۸ به بعد، در سفرهایی به ایران، هر سال مسترکلاس‌هایی را در شهرهای مختلف برگزار می‌کند. او نخستین بار در ایران، به دعوت محمد سریر در جشن خانه موسیقی، با عنوان «شب محمد نوری»، که در مهر ۱۳۹۰ در تالار وحدت تهران برگزار شد، به اجرای برنامه پرداخت. وی پس از آن، همکاری خود را به صورت دوره‌ای با ارکسترهای مختلف در ایران آغاز کرد. تقدسی در سال ۱۳۹۴ از سوی دولت اسپانیا برای تأسیس بنیاد هنری و آکادمی آواز در مایورکا دعوت شد.
بهمن ۱۳۹۹، در آیینِ ششمین سال‌نوای موسیقی ایران، از ماریو تقدسی، تقدیر به ‌عمل آمد. فرهاد هراتی در غیاب وی، لوح تقدیر و تندیس «سال‌نوا» را دریافت کرد.

## فعالیت‌های هنری
از جمله فعالیت‌های ماریو تقدسی، می‌توان به موارد زیر اشاره کرد:
سولیست اپرای وین، اجرای کنسرت در کشورهای مختلف از جمله انگلستان، ژاپن، بلژیک، آلمان، اتریش، فرانسه و اسپانیا، همکاری با علی رهبری در «موزیکال مرگ»، آموزش آواز کلاسیک در ایران، مستر کلاس در قصر باشکوه سوئیس، داوری نخستین جشنواره موسیقی آئینی سنتی خلیج‌فارس

## آثار هنری
ماریو تقدسی، رپرتواری شامل بیش از ۲۰ عنوان اپرا و چندین اثر موزیکال، از آثار آهنگسازان سرشناس دنیا را در کارنامهٔ هنری خود دارد. او در آلمان، چند آلبوم موسیقی کلاسیک و پاپ از جمله: آلبوم سامر فانتزی در سال ۲۰۰۲ و آلبوم آفتاب در قلب شما در سال ۲۰۰۴ را منتشر کرده‌است.

### اپرا
از جمله اپراهایی که توسط ماریو تقدسی اجرا شده‌است، به موراد زیر می‌توان اشاره کرد:
| شماره | نام اپرا             | آهنگساز                 | نقش                |
| ----- | -------------------- | ----------------------- | ------------------ |
| ۱     | فیدلیو               | لودویگ فان بتهوون       | دون پیزارو         |
| ۲     | اکسیر عشق            | گائتانو دونیزتی         | بلکور              |
| ۳     | دون پاسکوال          | گائتانو دونیزتی         | مالاتستا           |
| ۴     | دلاوری روستایی       | پیترو ماسکانی           | آلفیو              |
| ۵     | عروسی فیگارو         | ولفگانگ آمادئوس موتسارت | فیگارو             |
| ۶     | فلوت سحرآمیز         | ولفگانگ آمادئوس موتسارت | پاپاگنو            |
| ۷     | همه زن‌ها این‌گونه‌اند  | ولفگانگ آمادئوس موتسارت | گولیئلمو           |
| ۸     | دُن ژُوان              | ولفگانگ آمادئوس موتسارت | دون جووانی و ماستو |
| ۹     | کارمینا بورانا       | کارل ارف                | باریتون            |
| ۱۰    | افسانه‌های هافمن      | ژاک آفن باخ             | لیندورف            |
| ۱۱    | لابوهم               | جاکومو پوچینی           | مارچلو و شاوونارد  |
| ۱۲    | آرایشگر سویل         | جواکینو روسینی          | فیگارو             |
| ۱۳    | جانی سیچی            | جاکومو پوچینی           | مارکو              |
| ۱۴    | مادام باترفلای       | جاکومو پوچینی           | شارپلس             |
| ۱۵    | ایل تورکو در ایتالیا | جاکومو پوچینی           | سلیم               |
| ۱۶    | دون کارلوس           | جوزپه وردی              | پوسا               |
| ۱۷    | فالستاف              | جوزپه وردی              | فورد               |
| ۱۸    | ریگولتو              | جوزپه وردی              | ریگولتو و مارولو   |
| ۱۹    | لا تراویاتا          | جوزپه وردی              | جورجیو جرمونته     |
| ۲۰    | نیروی سرنوشت         | جوزپه وردی              | دون کارلوس         |
| ۲۱    | نابوکو               | جوزپه وردی              | دون نابوکو         |
| ۲۲    | فرایشوتز             | کارل ماریا فون وبر      | گراف اتوکار        |

## واژه‌نامه
1. ↑  Sherrill Milnes
2. ↑  Birgit Nillson